# Aristides Bolan
Aristides Bolan (Maracajá, 1 de setembro de 1935) é um político brasileiro.

## Vida
Filho de Giácomo Bolan e de Carmela Casagrande Bolan. Casou com Nezi Althoff Bolan.

## Carreira
Foi deputado à Assembleia Legislativa de Santa Catarina na 7ª legislatura (1971 — 1975), na 8ª legislatura (1975 — 1979), e na 9ª legislatura (1979 — 1983), eleito pela Aliança Renovadora Nacional (ARENA).